# دانشکده پرستاری و مامایی نسیبه ساری
دانشکده پرستاری و مامایی نسیبه ساری به ریاست جناب آقای دکتر روانبخش اسماعیلی زیر نظر دانشگاه علوم پزشکی مازندران در ساری فعالیت می‌کند.

## تاریخچه
این مؤسسه آموزشی در سال ۱۳۵۴ با نام آموزشکده مامایی و با پذیرش اولیه ۲۰ دانشجو در مقطع کاردانی مامایی تأسیس شده از بدو شروع به فعالیت تا شروع انقلاب فرهنگی و بازگشایی دانشگاه‌ها جمعاً تعداد ۱۰۴ دانشجو در ۵ دوره در مقطع کاردانی مامایی از این مرکز فارغ‌التحصیل شدند.
بعد از انقلاب فرهنگی در اردیبهشت ۱۳۵۹ آموزشکده نو گشایی شده تا اینکه در سال ۱۳۶۴ با تأسیس دانشگاه علوم پزشکی مازندران، آموزشکده مامایی تحت پوشش آن قرار گرفت، در سال ۱۳۶۷ با ارتقاء مقطع پذیرش دانشجو به کارشناسی، آموزشکده مامایی تحت عنوان دانشکده پرستاری و مامایی نسیبه و با پذیرش ۸۰ دانشجو در دو نیم سال به فعالیت خود ادامه دادند.
در سال ۱۳۶۹ در اولین دوره دانشجویان مقطع ناپیوسته مامایی شروع به پذیرش ۳۰ نفر دانشجو نمود. در سال ۱۳۷۰، پذیرش ۴۰ دانشجو در مقطع کارشناسی پیوسته پرستاری شروع و در سال۱۳۷۴ نیز پذیرش دانشجو در مقطع کارشناسی ناپیوسته پرستاری با ۳۰ دانشجو شروع شد.
از سال ۱۳۷۰ پذیرش دانشجو در مقاطع مختلف پیوسته و ناپیوسته پرستاری و ناپیوسته مامایی و کاردانی مامایی با ۳۰ دانشجو در دوره شبانه شروع شد که بتدریج در سال ۱۳۷۵ مقطع پذیرش دانشجو در دوره مامایی نیز از کاردانی به کارشناسی ارتقاء یافت. پس از پیگیری‌های انجام شده در سال ۱۳۸۷ امکان تأسیس دوره کارشناسی ارشد پرستاری ویژه به دانشکده اهدا گردید.